# Hrușkivka, Katerînopil
Hrușkivka (în ucraineană Грушківка) este un sat în comuna Viknîne din raionul Katerînopil, regiunea Cerkasî, Ucraina.

## Demografie
Componența lingvistică a localității Hrușkivka
     Ucraineană (98,74%)
     Rusă (1,26%)
Conform recensământului din 2001, majoritatea populației localității Hrușkivka era vorbitoare de ucraineană (98,74%), existând în minoritate și vorbitori de rusă (1,26%).